# دول گلاب
دول گلاب روستایی در بخش هندمینی ، شهرستان بدره ، استان ایلام  و کشور ایران می باشد.

## جمعیت
بر پایه سرشماری عمومی نفوس و مسکن در سال ۱۳۹۵، جمعیت این روستا برابر با ۳۳۶ نفر (۸۱ خانوار) بوده‌است.